# Mahamane Ousmane
Mahamane Ousmane est un homme d'État nigérien né le 20 janvier 1950 à Zinder (Niger). Il a été le premier président de la République élu démocratiquement en 1993, renversé par un coup d'État en 1996.

## Biographie
Après avoir étudié l’économie monétaire et financière en France et au Canada, Mahamane Ousmane revient au Niger en 1980.
En janvier 1991, il fonde le parti politique Convention démocratique et sociale (CDS) d’aspiration social-démocrate. Le 27 mars 1993, au cours de la première élection démocratique, il est élu président de la République avec 55,42 % des voix face à Mamadou Tandja. Il doit rapidement faire face à une crise économique et sociale, ainsi qu'à la rébellion Touareg avec laquelle il signe un accord de paix le 24 avril 1995.
En septembre 1994, un retournement d’alliance le met en minorité à l’Assemblée nationale. En février 1995, il perd les élections législatives et nomme premier ministre Hama Amadou, un des principaux chefs du parti majoritaire dirigé par le futur président Mamadou Tandja.
Le 27 janvier 1996, il est renversé par un coup d’État mené par le colonel Ibrahim Baré Maïnassara. Une élection présidentielle controversée est organisée en juillet 1996 et Baré la remporte face à Ousmane.
Lors des législatives du 24 novembre 1999, le CDS obtient 17 des 83 sièges de l'Assemblée nationale. Ousmane, président du CDS, est ensuite élu président de l'Assemblée le 29 décembre. Il est choisi comme candidat du CDS lors de la présidentielle de novembre 2004 mais échoue au premier tour avec 17,43 % des voix. Son parti obtient 22 des 113 sièges lors des législatives de décembre 2004 (17,36 % des voix) ce qui permet à Ousmane de rester à son poste de président de l'Assemblée jusqu'en 2009.
À partir d’avril 2004, Ousmane est président du comité interparlementaire sur des droits de l'homme de l'Union économique et monétaire ouest-africaine. Il est aussi président du Parlement de la Communauté économique des États de l'Afrique de l'Ouest (CEDEAO) de novembre 2006 à août 2011.
Mahamane Ousmane est le candidat du Renouveau démocratique et républicain (RDR-Tchanji) pour l'élection présidentielle de 2020. Il arrive en deuxième position au premier tour, avec 17 % des voix, derrière Mohamed Bazoum (39 %). Au second tour, il est battu par ce dernier, qui recueille près de 56 % des suffrages exprimés. Ousmane conteste ce résultat provisoire de la Commission électorale devant la cour constitutionnelle et revendique la victoire. En juillet 2021, il dépose plainte contre l'État nigérien auprès de la Cour de justice de la CEDEAO en raison de violations des droits de l'homme lors du vote mais aussi de l'incompétence de divers organes comme la Cour constitutionnelle et la Commission électorale.